# Cortinarius melleomitis
Cortinarius melleomitis är en svampart som beskrevs av M.M. Moser & E. Horak 1975. Cortinarius melleomitis ingår i släktet Cortinarius och familjen spindlingar.   Inga underarter finns listade i Catalogue of Life.